# Удмуртський державний науково-дослідний інститут сільського господарства
Удмуртський державний науково-дослідний інститут сільського господарства (рос. Удмуртский государственный научно-исследовательский институт сельского хозяйства, УГНИИСХ) — науково-дослідницька установа, що займається дослідженнями у галузі сільського господарства. Розташований в селі Первомайський Зав'яловського району Удмуртії, на околиці міста Іжевська.

## Структура

### Відділи
- Відділ насіннярства зернових культур та багаторічних трав
- Відділ кормовиробництва
- Відділ землеробства, агрохімії та ґрунтознавства
- Відділ картоплярства
- Відділ садівництва та питомництва
- Відділ екології та природокористування
- Відділ тваринництва
- Відділ бджільництва

### Лабораторії
- Лабораторія ветеринарної медицини
- Лабораторія селекції озимої пшениці
- Лабораторія селекції картоплі
- Лабораторія біохімічного аналізу

## Напрямки роботи
- Організація та проведення наукових досліджень в області землеробства, рослинництва, кормовиробництва, тваринництва, біотехнології, екології та бджільництва.
- Первинне насіннярство, виробництво елітного насіння зернових та зернобобових культур, багаторічних трав та картоплі.
- Виробництво оздоровленого посадкового матеріалу ягідних культур.
- Організація та проведення додаткової професійної освіти.
- Проектування будівель та споруд I та II рівнів згідно із державними стандартами.

## Досягнення
НДІ входить до складу Координаційної ради з картоплі НДУ Уралу, Західного Сибіру, Поволжя та Північного Казахстану, Координаційної ради із землеробства Всеросійського НДІ землеробства та захисту ґрунтів від ерозії. Інститут є учасником Географічної мережі, яка проводить довготривалі досліди з добривами та іншими агрохімічними засобами. На базі НДІ було проведено Міжнародний агропромисловий форум «Агро-Іжевськ 2005». Співробітники інституту щорічно беруть участь в Міжнародній виставці-ярмарку «Картоплі. Овочі», що проходить в Москві, Міжнародній науково-практичній конференції із бджільництва (Польща).

## Наукова продукція
2006
- Технологічний прийом передпосадкової обробки картоплі в концентрованому електричному полі.
- Методика конструювання сівозміни в адаптивно-ландшафтних системах землеробства Удмуртії.
- Технологічні прийоми із зниження вмісту рухомих форм свинцю та кадмію в дерново-підзолистих ґрунтах на 30-40%.

2005
- Економічна технологія посівів озимої пшениці для отримання продовольчого зерна до 3-3,5 т/га в умовах Удмуртії.
- Технологія посівів ярих пшениці та ячменю з використанням екологічно безпечних препаратів для боротьби з хворобами зернових культур.
- Модель системи насіннярства Удмуртії для виробництва оригінальної, передбазисної та базисної насіннєвої картоплі, яка передбачає раціональний підбір адаптивних сортів, оригінальні методи оздоровлення, прискорення розмноження та сертифікацію, яка забезпечує підвищення врожайності на 10-15%.
- Грядкова двохсмугова технологія посадки картоплі, яка забезпечує збільшення коефіцієнту розмноження в оригінальному насіннярстві та підвищення товарної врожайності елітної насіннєвої картоплі на 10-15%.
- Екологічно безпечна ресурсозберігальна технологія посівів галеги східної на корм та насіння, адаптована в умовах Удмуртії.
- Метод біологічної рекультивації сільськогосподарських земель, порушених при нафтовидобутку.
- Система ведення агропромислового виробництва на регіональному рівні, яка забезпечує комплексний розвиток галузей виробництва сільського господарства, регіональне використання матеріальних та трудових ресурсів та збільшення виробництва сільськогосподарської продукції на 10-15%.
- Технологія вирощування ремонтного молодняку великої рогатої худоби.
- Система вигодовування свиней з використанням різних видів кормів та добавок, яка збільшує продуктивність сільськогосподарських тварин на 10-20% при зниження витрат кормів на одиницю продукції на 10-15%.
- Рекомендації із застосування перспективних видів джмелів, придатних до використання в тепличних господарствах, які дозволяють підвищити запилення овочевих культур на 20-25% — 2005;
- Схема застосування препаратів біоінфузин та гістоген, які підвищують резистентність та збереженість великої рогатої худоби на 10-15%.

2004
- Карта-схема поширення ГРВЗ на території Удмуртії.

2003
- Адаптивна технологія посівів сортів вівса Улов, Аргамак, Галоп.
- Типові моделі ландшафтно-меліоративної системи землеробства Удмуртії.
- Технологія комбінування енергозберігальної (до 20%) ґрунтозахисної системи обробки дерново-підзолистих ґрунтів на схилах до 30° під культури зерно-трав'яної сівозміни.
- Технологія лазерного зміцнення ріжучих поверхонь робочих органів ґрунтообробних машин.

2002
- Технологія посівів конюшини лучної на насіння в умовах Удмуртії.

## Монографії та збірки
- Научные основы адаптивного растениеводства (опыт и рекомендации) / Сборник статей УГНИИСХ.: Ижевск, 2000. — 74 с.
- Сборник научных трудов Удмуртского ГНИИСХ. Вып. 1 (К 50-летию института). Ижевск: Изд-во УдГУ, 2000. — 374 с.
- Вопросы апидологии и пчеловодства / Сборник статей. — Ижевск: РИО УдГУ. — 2000. — 160 с.
- Адаптивные приемы возделывания клевера лугового раннеспелого биотипа на семена в Предуралье (монография).- Пермь. — 2001. — 104 с.
- Актуальные проблемы научно-инновационной и внедренческой деятельности в АПК// Материалы Межрегиональной научно-практической конференции. — Ижевск: ГНУ УГНИИСХ.- 2005.- 180 с.
- Озимая пшеница в адаптивном земледелии Среднего Предуралья.-Ижевск: РИО ФГОУ ВПО Ижевская ГСХА, 2005 (монография0.- 156 с.
- Практическое руководство по рекультивации земель, загрязненных аварийными разливами нефти и нефтепромысловых вод. — Ижевск: ГНУ УГНИИСХ, 2005. — 80 с.
- Типовой проект по рекультивации земель, загрязненных аварийными разливами нефти и нефтепромысловых вод. — Ижевск: ГНУ УГНИИСХ, 2005. — 90 с.
- Овес посевной в адаптивном растениеводстве Среднего Предуралья. — Ижевск, 2006 (монография). — 190 с.
- Экологические и биологические основы разведения пчел и диких пчелиных как опылителей энтомофильных культур в условиях Северо-Восточного региона Российской Федерации / Ижевск: ФГОУ ВПО Ижевская ГСХА. — 2007. — 97 с.

## Нагороди
- Диплом Уряду Удмуртії «За впровадження системи насіннярства картоплі на оздоровленій основі в Удмуртії» — 2002, Іжевськ
- Золота медаль лауреата виставки — 2003, Москва
- Диплом учасника конкурсу «Підвищення якості та конкурентоспроможності — шлях до розвитку Удмуртії» на отримання премії Президента Удмуртії — 2004, Іжевськ
- Диплом Россільгоспакадемії «Найкраща завершена розробка 2004 року в області АПК Росії» — 2004
- Диплом Міністерства сільського господарства Росії «За високі показники у виробництва якісної насіннєвої картоплі на оздоровленій системі» — 2005, Москва
- Диплом Россільгоспакадемії «Найкраща завершена розробка 2005 року в області АПК Росії» — 2005
- Золота медаль ВВЦ «За ведення насіннярства картоплі на оздоровленій системі за інтенсивних технологій обробки» — 2006, Москва
- Диплом Россільгоспакадемії «Найкраща завершена розробка 2006 року в області АПК Росії» — 2006